# 1858
| 1858                                  |
| ------------------------------------- |
| Dødsfald - Fødsler                    |
| • Begivenheder • Litteratur • Politik |

| Gregoriansk kalender | 1858 MDCCCLVIII         |
| Ab urbe condita      | 2611                    |
| Armensk kalender     | 1307 ԹՎ ՌՅԷ             |
| Kinesiske kalender   | 4554 – 4555 丁巳 – 戊午 |
| Etiopisk kalender    | 1850 – 1851             |
| Jødisk kalender      | 5618 – 5619             |
| Hindukalendere       |                         |
| - Vikram Samvat      | 1913 – 1914             |
| - Shaka Samvat       | 1780 – 1781             |
| - Kali Yuga          | 4959 – 4960             |
| Iransk kalender      | 1236 – 1237             |
| Islamisk kalender    | 1275 – 1276             |

Konge i Danmark: Frederik 7. 1848-1863
Se også 1858 (tal)

## Begivenheder

### Udateret
- Leonard Bailey patenterer sin første jernhøvl

### Januar
- 1. januar - Canada går over til decimalsystemet i sin valuta
- 1. januar - Van Diemen's Land omdøbes til Tasmanien

### Maj
- 8. maj - nedlægning af første transatlantiske søkabel afsluttes
- 11. maj – Minnesota bliver optaget som USA's 32. stat

### Juli
- 6. juli – Ni år efter Slaget ved Fredericia bliver statuen af "Den danske Landsoldat" af H.W. Bissen afsløret i Fredericia

### August
- 3. august - under søgen efter Nilens kilder opdager den engelske opdagelsesrejsende John Speeke Victoriasøen
- 5. august - nedlægning af det første transatlantiske telegrafkabel afsluttes. Man ophører med at bruge kablet 1. september, da signalet er for svagt
- 7. august - Dronning Victoria udnævner Ottawa som hovedstad i Canada
- 18. august - for første gang lykkes det at morse et telegram fra Amerika til Europa

### September
- 13. september - Oceandamperen SS Austria forliser i Nordatlanten efter en brand ombord. Knap 500 mennesker omkommer

### November
- 5. november - Det kongelige Blindeinstitut på Kastelsvej indvies og påbegynder undervisningen

## Født
- 6. marts Gustav Wied, dansk forfatter (død 1914).
- 3. maj – Alfred Schmidt, dansk tegner og maler (død 1938).
- 20. maj - Oscar Nordqvist, svensk fiskerikyndig og zoolog (død 1925).
- 14. juni - Carl Heinrich Stratz, tysk gynækolog.
- 16. juni - Gustav 5. af Sverige, Konge af Sverige fra 1907 til sin død i 1950.
- 24. juli - Wolfgang Kapp, tysk kupmager (død 1922)
- 1. august – Hans Rott, østrigsk komponist og organist (død 1884)
- 21. august – Kronprins Rudolf af Østrig (død, selvmord 1889).
- 27. oktober – Theodore Roosevelt, USA's 26. Præsident og i 1906 modtager af Nobels Fredspris for sine bestræbelser for at afslutte den russisk-japanske krig (død 1919).
- 20. november – Selma Lagerlöf, svensk forfatterinde (Gösta Berlings saga) (død 1940).
- 22. december – Giacomo Puccini, italiensk komponist (død 1924).

## Dødsfald
- 30. januar – Coenraad Jacob Temminck, nederlandsk zoolog (født 1778)